# Три паралелне реке
Три паралелне реке (кинески: 武陵源, пинјин: Wǔlíng Yuán) је назив за подручје сливова три реке у у кинеској југозападној провинцији Јунан, Јангцекјанг (Џинша), Меконг (Ланцаг) i Салуен (Нуџијанг), које у овом делу планине Хенгдуан теку паралелно према југу. Све три реке теку кроз стрме кланце који су на неким местима дубоки и до 3000 метара, оивичени ледничким врховима до 6000 метара надморске висине.
У оквиру граница природног добра Три паралелне реке налази се 15 заштићених подручја у 8 географских целина:
- Три одвојена подручја резервата природе Гаолигонгшан
- Природни резерват Хаба Xуешан
- Национални парк Пудацо (округ Шангрила):
  - Природни резерват језера Бита* Сликовито подручје Хонгшан
  - Предео Ћианхушан ("Планина хиљаду језера")
- Природни резерват Јинлинг
- Предео Гонгшан
- Подручја у округу Фугонг:
  - Планина каменог месеца (Јиелиангшан) - сликовито подручје
  - Сликовито подручје Лаовошан
- Предео Пианма
- Планински резерват Баима-Меили Суе Шан с највишим врхом од 6.740 метара
- Предео језера Јулонг
- Предео Лаојуншан

Ова подручја су карактеристична по великом биодиверзитету и једно од биолошки најразноврснијих подручја умерене климе у свету. Због тога су заштућена у оквиру природног добра Три паралелне реке Јунана и тако од 2003. године уписана на УНЕСКОв списак места Светске баштине у Азији и Аустралазији.

## Географске одлике
Подручје три паралелне реке се протеже 310 км од севера према југу, и око 180 км од истока према западу (1,7 милиона хектара). Планине у овом подручју су у просеку високе око 4,000 метара и чине део планинског масива Хенгдуан који се на западу веже на источни крај Хималаја. Ту доминирају велике наслаге орогенског појаса, што даје наслутити велика кретања земљине коре у прошлости. Наиме, уздизањем руба Евроазијске плоче због сабијања Индијске плоче испод ње, чиме су настале високе веначне планине кроз које су наставиле тећи већ постојеће реке, усецајући високе кланце. Што се може пратити у току реке Ланцанг која тече кроз сам тектонски расед.

## Биодиверзитет
Ово подручје је и изванредан пример алпског предела и његове еволуције. Источне планине, висоравни и долине су прекривене ливадама, слаповима и потоцима са стотинама ледничких језера. Оно је такође и једно од последњих недирнутих еколошких система умереног појаса на свијету и средиште кинеских ендемских врста, као и богати природни генетски базен. Због великих висинских разлика и смештаја на климатском коридору између севера и југа (у којем се измењује седам климатских зона: јужна, средња и северна суптропска са врућим и сувим долинама, топла, свежа и хладна умерена, те хладна зона) ово подручје је дом највећем броју врста виших биљака у Кини. Како је био склониште током последњег леденог доба, на пресеку трију богеографских зона, Источне Азије, Јужне Азије и Тибетанске висоравни, у парку живи 6,000 врста биљака у 22 рода.
Фауна је такође комплексан мозаик палеоарктичких, оријенталних и локалних ендемских врста које су се прилагодиле свим врстама клима, од континенталних, јужних суптропских до ледених, тј. свима осим пустињским, иако постоје и суве вруће долине. Ту се сусрећу животиње из три азијске биогеографске зоне (Тибет, источна и јужна Азија) које чине око 25% од свих животињских врста на свету, од којих су многе угрожене или реликти. Реликти су примитивне животиње које су остаци еколошке прошлости, које овде обитавају уз неке врсте које су се тек недавно прилагодиле хладнијим условима живота.

## Галерија
- Национални парк Haba Xueshan
- Јангцекјанг у кланцу тигоровог скока (Хеба Суешан)
- Мост у кланцу тигровог скока
- Национални парк Пудацо
- Тибетански храм изнад језера Џулонг